# 特羅斯佳尼齊亞河
特羅斯佳尼齊亞河（烏克蘭語：Тростяниця），是烏克蘭的河流，位於該國北部日托米爾州，屬於伊爾沙河的右支流，發源自斯拉維夫東南面，河道全長26公里，流域面積698平方公里。